# Robert Condon
Robert Likens Condon (ur. 10 listopada 1912 w Berkeley, zm. 3 czerwca 1976 w Walnut Creek) – amerykański polityk, członek Partii Demokratycznej.

## Działalność polityczna
Od 1948 zasiadał w Zgromadzeniu Stanowym Kalifornii. Następnie od 3 stycznia 1953 do 3 stycznia 1955 przez jedną kadencję był przedstawicielem 6. okręgu wyborczego w stanie Kalifornia w Izbie Reprezentantów Stanów Zjednoczonych.